# Aotus azarae
Aotus azarae é um macaco-da-noite, um Macaco do Novo Mundo da família Aotidae. Ocorre na Argentina, Brasil, Bolívia, Peru e Paraguai. É uma espécie de hábitos noturnos e sistema de acasalamento monogâmico, com substancial cuidado parental. Seu nome é uma homenagem ao naturalista espanhol Félix de Azara. 